# کماندار (فصل ۱)
فصل اول مجموعه تلویزیونی آمریکایی کماندار (به انگلیسی: Arrow) ساعت ۸ شب روز ۱۰ اکتبر ۲۰۱۲ از طریق شبکه سی‌دابلیو به نمایش گذاشته شد. این فصل دارای ۲۳ قسمت می‌باشد. مجموعه کماندار بر اساس شخصیت کامیک شرکت دی سی کامیکس که توسط مورت ویسینگر و جورج پاپ خلق شده ساخته شده‌است.
خلاصه داستان سریال کماندار – The Arrow: جوانی بیلیونر به نام الیور کویین بعد از گیر افتادن در یک جزیره به مدت ۵ سال، به خانه خود استارلینگ سیتی بر می‌گردد و با خانواده خود دیدار می‌کند، او سعی دارد اتفاقاتی که در آن جزیره برایش افتاده را پنهان نگه دارد اما بعد از اتفاقاتی که در جزیره برای او رخ داده‌است، تصمیم می‌گیرد تا به یک شورشی تبدیل شود و کسانی که باعث ناامیدی شهرش شده‌اند را با عدالت رو به رو کند.

## قسمت‌‌ها
| شماره کلی | شماره در فصل | عنوان                    | کارگردانی     | نویسندگی                                   | تاریخ هوای اصلی | کد تولید | بینندگان آمریکایی (میلیون ها) |
| --------- | ------------ | ------------------------ | ------------- | ------------------------------------------ | --------------- | -------- | ----------------------------- |
| ۱         | ۱            | "مقدمه"                  | دیوید ناتر    | گرگ برلانتی، مارک گوگنهایم و اندرو کریزبرگ | ۱۰ اکتبر ۲۰۱۲   | ۲۹۶۸۱۸   | ۴.۱۴                          |
| ۲         | ۲            | "پدرت را گرامی بدار"     | دیوید بارت    | گرگ برلانتی، مارک گوگنهایم و اندرو کریزبرگ | ۱۷ اکتبر ۲۰۱۲   | 2J7302   | ۳.۵۵                          |
| ۳         | ۳            | "مردان مسلح تنها"        | گای بی        | گرگ برلانتی، اندرو کریزبرگ و مارک گوگنهایم | ۲۴ اکتبر ۲۰۱۲   | 2J7303   | ۳.۵۱                          |
| ۴         | ۴            | "مرد بی گناه"            | ونوس مسیانو   | Moira Kirland و لانا چو                    | ۳۱ اکتبر ۲۰۱۲   | 2J7304   | ۳.۰۵                          |
| ۵         | ۵            | "آسیب دیده"              | مایکل شولتز   | وندی مریکل و بن سوکولوفسکی                 | ۷ نوامبر ۲۰۱۲   | 2J7305   | ۳.۷۵                          |
| ۶         | ۶            | "میراث"                  | جان بیرنگ     | Moira Kirland و مارک گوگنهایم              | ۱۴ نوامبر ۲۰۱۲  | 2J7306   | ۳.۸۳                          |
| ۷         | ۷            | "موسیقی آتش"             | دیوید گروسمن  | اندرو کریزبرگ، Geoff Johns و مارک گوگنهایم | ۲۸ نوامبر ۲۰۱۲  | 2J7307   | ۳.۷۴                          |
| ۸         | ۸            | "Vendetta"               | کن فینک       | Beth Schwartz و اندرو کریزبرگ              | 5 دسامبر 2012   | 2J7308   | ۳.۳۵                          |
| ۹         | ۹            | "آخر سال"                | جان دال       | گرگ برلانتی، مارک گوگنهایم و اندرو کریزبرگ | ۱۲ دسامبر ۲۰۱۲  | 2J7309   | ۳.۱۱                          |
| ۱۰        | ۱۰           | "سوخته"                  | ایگل اگیلسون  | مویرا کرلند و بن سوکولوفسکی                | ۱۶ ژانویه ۲۰۱۳  | 2J7310   | ۳.۰۶                          |
| ۱۱        | ۱۱           | "اعتماد کن اما تایید کن" | نیک کوپوس     | گابریل استانتون                            | ۲۳ ژانویه ۲۰۱۳  | 2J7311   | ۳.۱۴                          |
| ۱۲        | ۱۲           | "سرگیجه"                 | وندی استانزلر | وندی مریکل و بن سوکولوفسکی                 | ۳۰ ژانویه ۲۰۱۳  | 2J7312   | ۲.۹۷                          |
| ۱۳        | ۱۳           | "خیانت"                  | گای بی        | لانا چو و بث شوارتز                        | ۶ فوریه ۲۰۱۳    | 2J7313   | ۲.۹۶                          |
| ۱۴        | ۱۴           | "ادیسه"                  | جان بیرنگ     | گرگ برلانتی، اندرو کریزبرگ و مارک گوگنهایم | ۱۳ فوریه ۲۰۱۳   | 2J7314   | ۳.۲۹                          |
| ۱۵        | ۱۵           | "Dodge"                  | ایگل اگیلسون  | بت شوارتز                                  | ۲۰ فوریه ۲۰۱۳   | 2J7315   | ۳.۱۵                          |
| ۱۶        | ۱۶           | "مرده برای حقوق"         | گلن وینتر     | جف جانز                                    | ۲۷ فوریه ۲۰۱۳   | 2J7316   | ۳.۱۷                          |
| ۱۷        | ۱۷           | "بازگشت شکارچی"          | گای بی        | جیک کابرن و لانا چو                        | ۲۰ مارس ۲۰۱۳    | 2J7317   | ۳.۰۲                          |
| ۱۸        | ۱۸           | "نجات"                   | نیک کوپوس     | درو ز. گرینبرگ و وندی مریکل                | ۲۷ مارس ۲۰۱۳    | 2J7318   | ۲.۶۵                          |
| ۱۹        | ۱۹           | "کار ناتمام"             | پیشنهاد مایکل | برایان کیو میلر و لیندسی آلن               | ۳ آوریل ۲۰۱۳    | 2J7319   | ۲.۹۲                          |
| ۲۰        | ۲۰           | "تهاجم به خانه"          | کن فینک       | بن سوکولوفسکی و بث شوارتز                  | ۲۴ آوریل ۲۰۱۳   | 2J7320   | ۳.۱۰                          |
| ۲۱        | ۲۱           | "تعهد"                   | مایکل شولتز   | جیک کابرن و لانا چو                        | ۱ مه ۲۰۱۳       | 2J7321   | ۲.۸۹                          |
| ۲۲        | ۲۲           | "تاریکی در لبه شهر"      | جان بیرنگ     | درو ز. گرینبرگ و وندی مریکل                | ۸ مه ۲۰۱۳       | 2J7322   | ۲.۶۲                          |
| ۲۳        | ۲۳           | "ایثار"                  | دیوید بارت    | گرگ برلانتی، مارک گوگنهایم و اندرو کریزبرگ | ۱۵ مه ۲۰۱۳      |          |                               |